# Toribi Duran i Garrigolas
Toribi Duran i Garrigolas (Castelló d'Empúries, Alt Empordà, 30 d'abril de 1814 – Barcelona, 16 de setembre de 1888) fou un filantrop i industrial català.
Fou fill de Francesc Duran i Ribera negociant i d'Antònia Garrigolas i Ferran tots dos nascuts a Castelló d'Empúries. Feu fortuna a Amèrica i en morir deixà un milió de pessetes per a promoure l'erecció d'un costat d'un reformatori per a nois a Barcelona, la gestió del qual seria confiada a l'orde de Sant Pere ad Vincula. L'Asil Duran de Barcelona es construí el 1890 i inicialment estava ubicat al carrer Tuset, dins la demarcació de la parròquia de Santa Maria de Gràcia, però el 1942 va ser traslladat a la Bonanova, als terrenys de l'antiga Torre Vilana de Sarrià, on des de 1989 hi ha la Clínica Teknon. L'Asil Duran de Barcelona va tancar el 1977. Els interns hi podien aprendre un ofici i molts d'ells treballaven per a la Impremta Altés en uns tallers construïts expressament.
L'altra part del llegat va servir per a construir l'Asil Duran de Castelló d'Empúries. Concretament s'havia d'invertir la quantitat de 500.000 pessetes en l'edificació d'un hospital a Castelló d'Empúries, dotant-lo de les rendes necessàries per a la seva manutenció. Per això s'utilitzaria una part d'aquests diners a títols de deute públic d'Espanya, d'on podrien extreure’s 250.000 pessetes per al pagament de les obres, i les rendes de les altres 250.000 pessetes, havien de servir per a les despeses de tota classe amb relació a l'assistència dels malalts i dels convalescents. L'any 1889 es fa la cerimònia de col·locació de la primera pedra i fins deu anys més tard, el 15 de gener de 1899, l'Asil-hospital Toribi Duran no entra en funcionament.